# Breitensteinia insignis
Breitensteinia insignis es una especie de pez de la familia Akysidae en el orden de los Siluriformes.

## Morfología
• Los machos pueden llegar alcanzar los 22 cm de longitud total.
- Número de  vértebras: 44-45.
- Presenta dimorfismo sexual.[1][2][3]

## Hábitat
Es un pez de agua dulce y de clima tropical.

## Distribución geográfica
Se encuentran en Asia: Indonesia.